# Gletschergarten Weißbach
Der Gletschergarten Weißbach ist ein Geotop der Gemeinde Schneizlreuth im Landkreis Berchtesgadener Land.

## Geographie

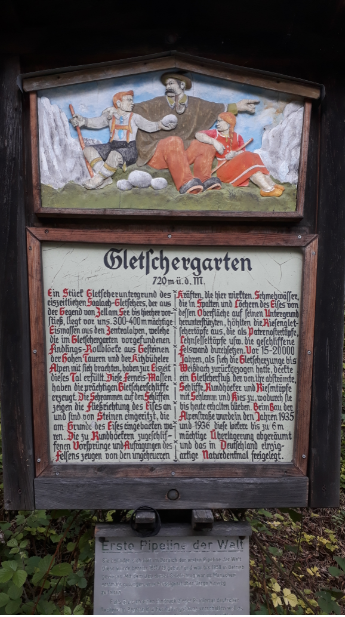
Tafel mit Beschreibung

Der Gletschergarten Weißbach liegt knapp 600 Meter südsüdöstlich der Inzeller Ortschaft Zwing unmittelbar an der Deutschen Alpenstraße, bei deren Bau er im Jahr 1934 bis 1936 entdeckt und freigelegt worden war. Er befindet sich entlang der linken Straßenseite der B 305 in Richtung Weißbach (mit Parkmöglichkeit auf beiden Straßenseiten). Zum südlich gelegenen Weißbacher Ortsteil Nagelbauer sind es 700 Meter.
Unter der Nummer 172R008 wurde der Gletschergarten als Geotop ausgewiesen und umfasst eine Fläche von 2500 Quadratmeter auf einer durchschnittlichen Meereshöhe von 702 Meter über NN. Direkt unterhalb des Gletschergartens fließt in südlicher Richtung der namensverleihende Weißbach über eine Wasserfallstufe. Oberhalb vom Gletschergarten führt neben der Reichenhaller Soleleitung auch der von Inzell kommende Wanderweg rund um den Falkenstein (1181 m) vorbei, der sodann zur Himmelsleiter am Brunnhaus Nagling (Höhenspeicher der Soleleitung), nach Weißbach und Jochberg weiterzieht.

## Geologie
Der Gletschergarten Weißbach ist ein Lehrbeispiel für die Einwirkung von Ferneismassen auf den anstehenden Felsuntergrund. Schön zu sehen sind neben Gletscherschliffen und Gletscherschrammem auch Gletschermühlen, die hier aber nicht typisch ausgebildet sind, sondern aus einem Gewirr von Schmelzwasserrinnen, Kolken und Gletschertöpfen bestehen. Der anstehende Felsuntergrund wird vom Kalk der mitteltriassischen Partnach-Formation des Ladiniums aufgebaut, welcher der ebenfalls ladinische Wettersteinkalk auflagert. Die Kalksedimente streichen Nordost und fallen schwach nach Südost ein. Sie gehören der tirolischen Staufen-Höllengebirgs-Decke an, deren nördliche Überschiebungsgrenze entlang der Nordseite des Inzeller Kienbergls (1135 m) und des Falkensteins verläuft.

## Glaziologie

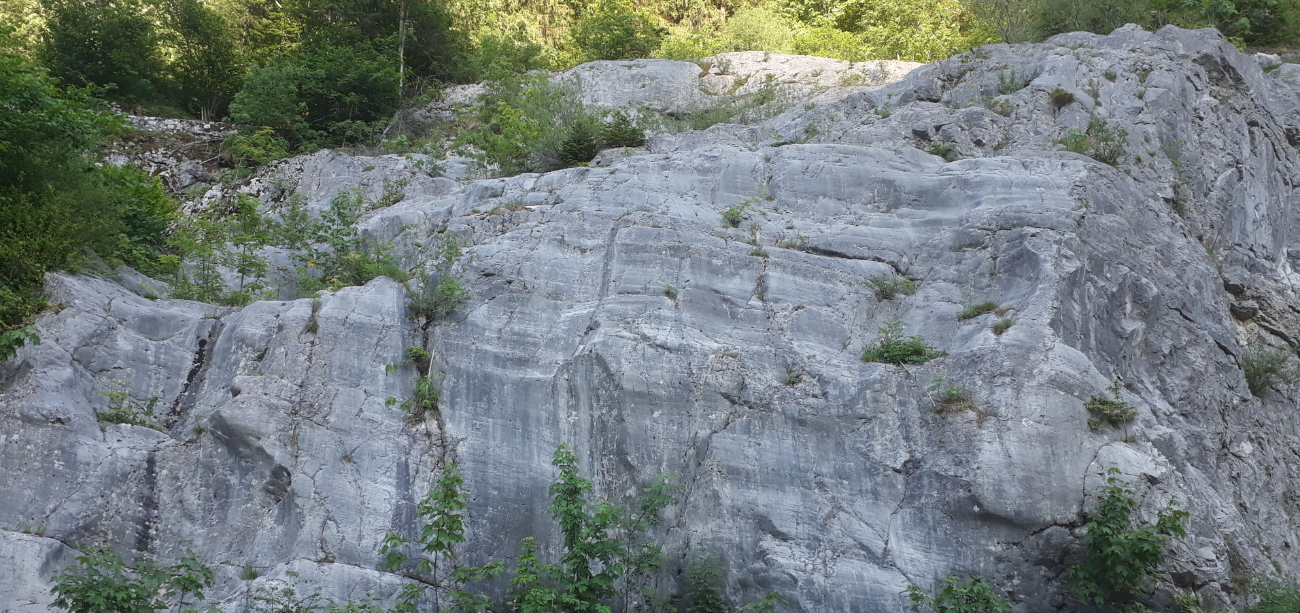
Der Gletschergarten Weißbach – Blick von der Alpenstraße gen Osten

Die glaziologischen Strukturen wurden vom würmeiszeitlichen Saalach-Gletscher erzeugt, der durch das Weißbachtal mit seinem linken Seitenast – den Rottraungletscher – in Richtung Inzell vorgestoßen war. Auf seinem Rückzug gegen Ende der Kaltzeit vor zirka 12.000 Jahren hinterließen seine Schmelzwässer Schlamm und kristallinführende Kiese (kartiert als oberpleistozäne Niederterrassenschotter), die einst den jetzt freigelegten Gletschergarten verdeckten. Laut Klaus Doben (1973) erreichte der Rottraungletscher am Gletschergarten eine Höhe von etwas über 1000 Meter und war somit 300 Meter mächtig.
Nährgebiet der Ferneismassen waren die Kitzbühler Alpen und vor allem die Hohen Tauern, erkennbar an den mitgeführten Erratika. Der Rottraungletscher vertiefte bei seinem Vorstoß nach Norden das Becken von Weißbach auf sein jetziges Niveau von etwa 600 Höhenmeter – gut 100 Meter tiefer als der Gletschergarten. Der Eisstrom verengte sich dann nördlich von Weißbach und zwängte sich die Talung zwischen Scharnkopf (1356 m) im Osten und Maierknogl (1303 m) im Westen hinauf. Die Aufwärtsbewegung des Eises ist gut an den Schrammen ersichtlich, die mit 20° ein leichtes Südfallen anzeigen. Bei Zwing dreiteilte sich dann der Eisstrom noch vor Betreten des Inzeller Zungenbeckens. Der mittlere Ast floss in Nordrichtung durch die recht enge Talung zwischen Kienbergl und Falkenstein, der rechte Ast nahm den Weg durch das Weittal zwischen Falkenstein und Gruberhörndl (1493 m) – wahrscheinlich jetzt mit dem in ihm liegenden Falkensee eines der schönsten U-förmigen Trogtäler Bayerns – und der linke Ast zog nach Überwinden einer Geländestufe durch das Wildenmoos in Richtung Schmelz hinaus.
Das Austiefen des Beckens von Weißbach hatte bewirkt, dass nach Abschmelzen der Eismassen der vormals gen Inzell entwässernde Weißbach seinen Kurs nach Süden verlegte und somit von nun an zur Saalach hin abfloss. Die zurückgebliebenen Schuttmassen des Rückschmelzstadiums sind jedoch noch gen Norden sedimentiert worden, wie an  Schrägschichtung mit einem Einfallswinkel von 17 bis 20° nach Nord eindeutig zu beobachten ist. Diese lakustrischen/fluvioglazialen Absätze des zurückweichenden Eisrandes führen mit einem Oberflächengefälle von etwa 7 ‰ ins Becken von Inzell hinaus, wo sie in horizontal geschichtete Terrassenschotter übergehen, welche innerhalb des Inzeller Zungenbeckens liegen.

### Gletscherschliffe
Die primäre geomorphologische Geländeform im Gletschergarten sind schön entwickelte und sehr gut erhaltene Gletscherschliffe, die jetzt mehr oder weniger die gesamte Fläche des Geotops bedecken. Die Schliffe dehnten sich aber vormals noch weit über den Gletschergarten hinaus aus, so waren beispielsweise auch die West- und insbesondere die gesamte Ostflanke des Weißbachtals (Scharmannwand und darüber) glazial verschliffen. Beim Bau der Alpenstraße und ihrer Vorgänger (bis zurück ins 18. Jahrhundert) waren leider große Areale der Zerstörung anheimgefallen. Die bedeutende Schleifwirkung des Eises gerade am Gletschergarten findet ihre Erklärung in den örtlichen Gegebenheiten (Talverengung, Überwinden der Geländestufe im Weißbachtal, Aufwärtsfließen des Eises). Was die Schliffe anbelangt, so schimmert der sonst dunkelgraue Partnachkalk bläulich, was wohl durch die veränderte Lichtbrechung auf den polierten Flächen zu erklären ist. Der Bewegungssinn des Eises kann an Miniaturrundhöckern abgelesen werden – ihre Leeseite ist absolut glatt geschliffen, wohingegen sich auf der Luvseite kleinere herausgerissene Felspartien häufen. Dieser Umstand lässt sich auch ertasten – in Fließrichtung wirkt die Oberfläche absolut glatt, in gegensätzlicher Richtung jedoch wesentlich rauher.
Die für das bayerische Alpengebiet ungewöhnlich schönen und ausgedehnten Gletscherschliffe im Bereiche der oberen Weißbachschlucht verdanken ihre gute Erhaltung der Überdeckung mit spätglazialen Sedimenten des Rückzugsstadiums.

### Gletscherschrammen
Die vorgefundenen Gletscherschrammen des Rottraungletschers dokumentieren eine Streuung in ihrer Richtungsverteilung generell von Nordnordwest nach Nordnordost. Am Gletschergarten herrscht eindeutig die Nordrichtung vor – mit leichten Variationen von N 349 bis N 005. Etwas weiter nördlich ist N 025 bis N 029 zu beobachten – was der Ausrichtung des Weittales entspricht (Nordnordost). Der bevorzugte Einfallswinkel der Schrammen beträgt 20° nach Süden und bekundet – wie bereits angesprochen – das Aufwärtsfließen der Eismassen gen Norden, kann aber dennoch – wie an der weiter ostwärts aufragenden Scharmannwand zu sehen – recht steile Werte von bis zu 75° nach Süden annehmen – entsprechend einer lokal begrenzten Störung im Fließgeschehen.

### Kolke bzw. Gletschertöpfe

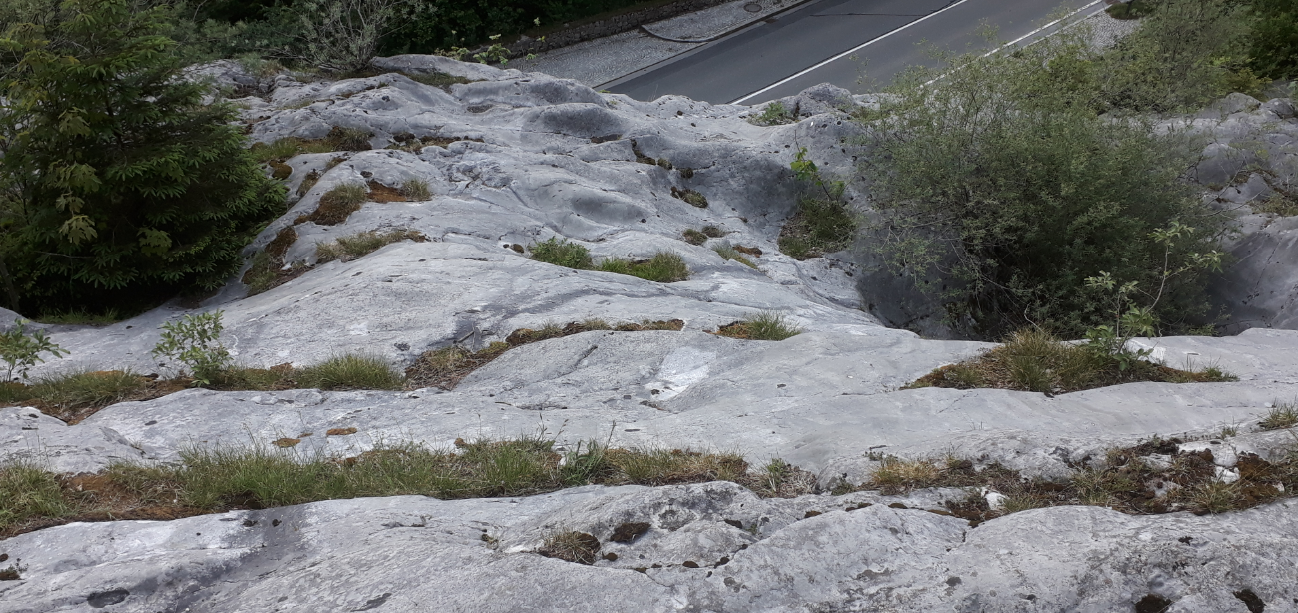
Der Gletschergarten von oben. Der Gletscherschliff des Partnach-Kalks wird von einer schräg nach links ziehenden Gletschertopfkaskade überprägt. Im Vordergrund links eine von Lösungsspuren markierte, Karren-ähnliche Struktur.

Im Gletschergarten ist eine Anzahl prächtiger, kaskadenartig angeordneter, subglazialer Kolke vorhanden, welche als so genannte Paternostertöpfe bzw. Lehnsesseltöpfe ausgebildet sind. Es handelt sich hierbei um kleinere und größere, wannenförmige Eintiefungen im Anstehenden, von welchen die größte einen Durchmesser von eineinhalb Meter besitzt und an ihrer Rückwand über zwei Meter hoch ist. Zu innerst zeigen diese subglazialen Kolke ebenso wie auch die dazwischen liegenden kleinen Felsstufen geschrammte Schliffüberreste. Auch seitlich geht der freigelegte Teil des wasserfallartigen Systems subglazialcr Gletschertöpfe in wieder aufs beste geschliffene und geschrammte Felswandpartien über. Diese mühlenähnliche Kolkkaskade muss demnach unter dem Eis gelegen haben und verdankt ihre Anlage vermutlich den Schmelzwässern des Gletschers.

### Gletschermühle
An der Südhälfte der Scharmannwand befand sich einst auch eine übermannshohe Gletschermühle, aus welcher zwei Arbeiter nur mit Mühe den kugelrund abgerollten Mahlstein herausheben konnten. Die Mühle wurde aber leider beim Bau der Alpenstraße abgesprengt.

### Verwitterung und Verkarstung
Seit Beginn des Holozäns überprägt chemische Verwitterung und Verkarstung den Gletscherschliff im Gletschergarten. Diese Alterationen waren anfangs noch unter Kiesbedeckung erfolgt, sind aber seit der Freilegung durch den Straßenbau jetzt unmittelbar an der Oberfläche sichtbar. Zahlreiche, vertikal angeordnete Lösungsspuren und -bahnen überziehen den Fels, die teils weiß (durch Kalkfällung) aber auch dunkel gefärbt sein können. Manche der Spuren gehen von runden Depressionen im Fels aus, bei denen es sich um Napfkarren bzw. Kamenitzas handeln dürfte. Im oberen Bereich ist außerdem eine Rinnenkarren-artige Struktur mit dunkler Lösungsspur zu erkennen.

## Photogalerie

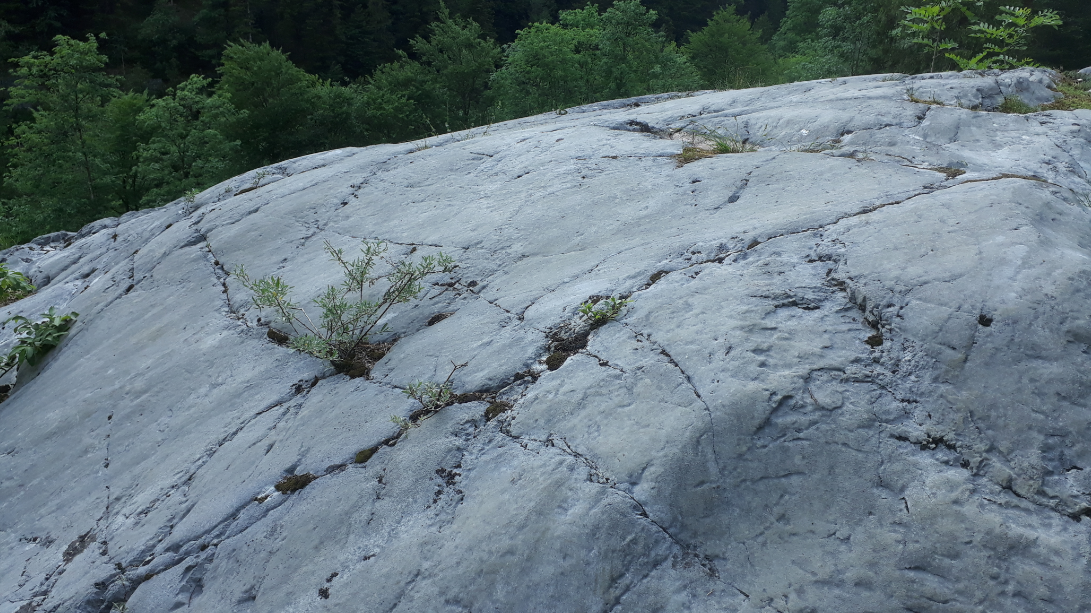
Gletscherschliff, Klüfte werden von Pionierpflanzen besiedelt
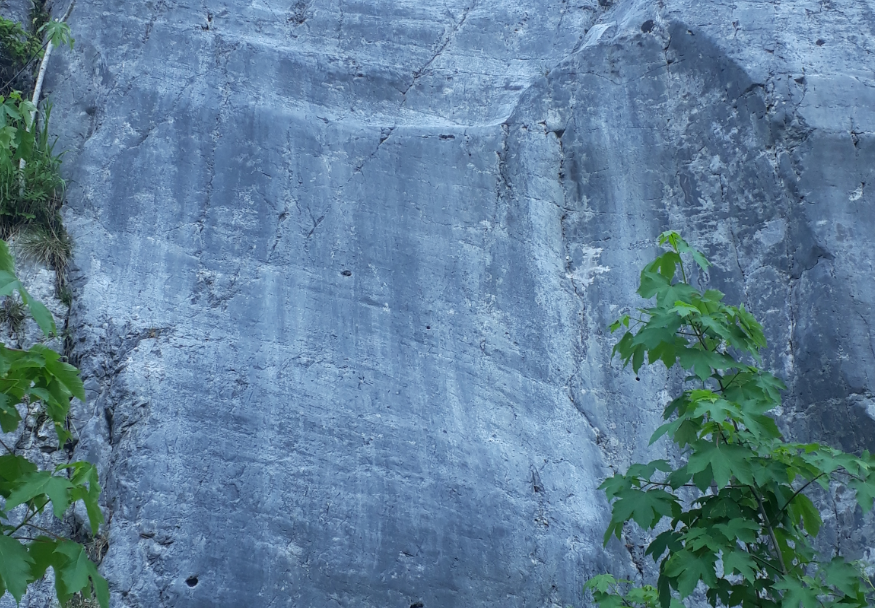
Gletscherschliff mit Schrammen, rechts das Rückenteil eines Gletschertopfes
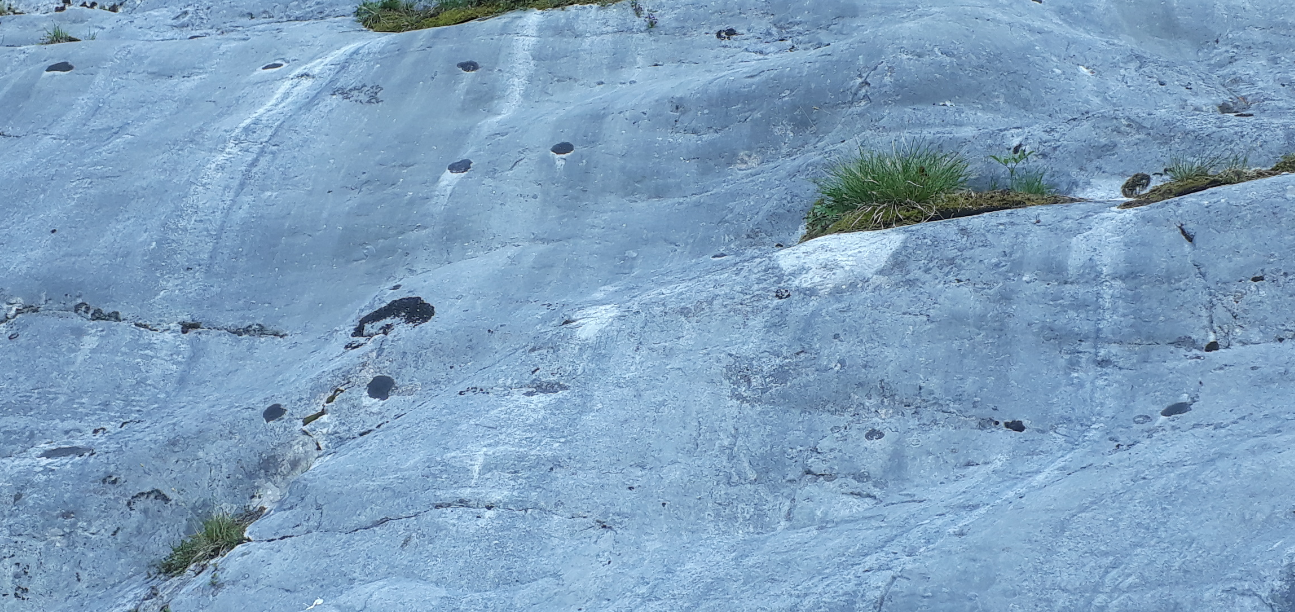
Gletscherschliff mit kleinen runden Napfkarren (Kamenitzas) und Lösungsspuren